# عبد العزيز سعيد (لاعب كرة يد)
عبد العزيز سعيد (ولد في 28 كانون الثاني/ يناير 1990) هو لاعب كرة يد سعودي، يلعب في نادي الأهلي ويمثل منتخب السعودية لكرة اليد. شارك في بطولة العالم لكرة اليد للرجال عام 2017.